# The Candy Man
The Candy Man es una película policíaca estadounidense de 1969 dirigida y escrita por Herbert J. Leder. Está protagonizada por George Sanders, Leslie Parrish, Manolo Fábregas y Pixie Hopkin. La película fue estrenada en febrero de 1969 por Allied Artists Pictures.

## Argumento
Julia Evans, una actriz estadounidense, viaja a México con su pequeña hija para participar en el rodaje de una película. El traficante de drogas Sidney Carter ve a ambas y decide secuestrar a la niña. Carter contrata los servicios de su cliente adicto, Rick Pierce. La niñera de la niña, Greta, al principio acepta seguir la trama, pero cambia de opinión cuando llega el momento. Greta intenta luchar contra Pierce, pero otra mujer se lleva a la joven. Carter se acerca a Evans con sus demandas de rescate. Roger, el mánager de Evans, y su exmarido Lee llaman a la policía. El teniente oficial García rastrea a la niña después de que se paga el rescate y se enfrenta a Carter. Después de una persecución, Carter es acorralado cerca de la ventana de un hotel, cae y muere durante la lucha, y la hija se salva. Luego, madre, padre e hija se reencuentran.

## Reparto
- George Sanders como Sidney Carter.
- Leslie Parrish como Julie Evans.
- Manolo Fábregas como Tte. Garcia.
- Pixie Hopkin como Maria Lopez.
- Félix González como Felipe Lopez.
- Pedro Galván como Roger West.
- Gina Romand como Greta Hansen.
- José Ángel Espinosa como Vagabundo.
- Nancy Rodman como Gwen Easterly.
- Chuck Anderson como Lee Stevens.
- Carlos Cortés como Rick Pierce.
- John Kelly como Inspector.
- Lupita Ferrat como Jenny Stevens.